# Roberto Manghi
Roberto Manghi (Parma, 2 agosto 1958) è un allenatore di rugby a 15 ed ex rugbista a 15 italiano, in carriera attivo come pilone ed ex allenatore del Reggio Emilia.

## Biografia
Nato e cresciuto a Parma, rappresentò la città emiliana con la maglia del Parma dalla fine degli anni '70 al 1993, a parte un anno al Noceto. Quindi si trasferì al Reggio Emilia dove, contestualmente all'impegno sul campo, cominciò l'attività da allenatore. Tornò a Parma, questa volta sponda Amatori Parma e sempre nella veste di allenatore-giocatore prima come allenatore in seconda e poi come allenatore delle giovanili. Alla guida dell'Under-21 del GRAN Parma giunse in finale scudetto.
Lasciò gli incarichi tecnici per diventare general manager. Nel 2007 divenne responsabile marketing e poi direttore sportivo al Parma. Nel 2010 tornò al Reggio Emilia con cui vinse la Serie A2 2010-11 e disputò i play-off per la promozione in Eccellenza ma dovette arrendersi al Calvisano. Con l'acquisizione dl titolo sportivo del GranDucato il Reggio esordì in Eccellenza 2011-12. Lasciò la società al termine della stagione per tornare ancora a Parma nelle vesti di direttore sportivo delle Zebre. Resterà nella franchigia federale fino al febbraio 2015.
Nel 2015, a stagione in corso, tornò al Reggio Emilia nella doppia veste di direttore tecnico e capo-allenatore. Conquistò subito la promozione in Eccellenza.
Nel 2019 conquistò la Coppa Italia battendo in finale il Valsugana.

## Palmarès

### Allenatore
- Coppe Italia: 1
Valorugby: 2018-19